# Orlando Cochia
Orlando Cochia, a veces conocido como Orlando Cocchia (Santa Fe, 1915 - Buenos Aires, 1 de agosto de 1967) fue un destacado actor y autor teatral y radial argentino. Su hermano fue el actor, director y cantor Rolando Chaves (Dagoberto Cochia, 1919-1995).
El apellido de su madre era Parpinelli.

## Carrera
Coincidentemente con autores como Héctor Bates, Omar Aladio y Juan Carlos Chiappe, realizó una vista producción escénica inmersa en su totalidad en un romanticismo finisecular. Sus novelas escénicas, comedias, dramas y sus dramas rurales hallaron eco favorable en la gran masa popular, ávida de aventuras y de reivindicaciones sociales, al tiempo que podía reconstruir, nostálgicamente, hechos de un pasado no muy lejano cuando la ciudad y el campo no estaban tan tajantemente divididos. El romance de una joven pobre (1951), También sangran los quebrachos (1951), Pasión salvaje (1953), son algunos de los ejemplos más significativos, a las que habría que agregar sus obras póstumas La estanciera y el salvaje y Hay dos mujeres en mi vida, estrenada ambas en 1967.
En 1949 comenzó a escribir junto a su hermano menor Rolando Chaves, formando así uno de los dúos autorales más prolíficos de los años cincuenta.
Desde 1950 fue director del actualmente desaparecido diario El Territorio, de Resistencia.
Junto con su hermano trabajó en la provincia del Chaco durante 1951 y 1952. Hicieron los radioteatros El Mencho Rito Alderete, Picaflor y Meterete y Barrio de tango transmitidos por LR4. Y con Pablo Reinaldo el radioteatro Elisardo Carmona, el hermano de Santos Vega. También hizo varias presentaciones en LT7 Radio Corrientes.
En 1959, Cochia escribió los radioteatros Me llaman el porteñito por L.S.6 y Cuando es amor no es todo por L.S.10, y en 1964, Soy el pibe de Palermo, que se transmitió por Radio Porteña y tuvo como protagonista a su hermano.